# Leptocera digna
Leptocera digna är en tvåvingeart som beskrevs av Rohacek 1982. Leptocera digna ingår i släktet Leptocera och familjen hoppflugor.
Artens utbredningsområde är Bulgarien. Inga underarter finns listade i Catalogue of Life.